# Castellons Grosses
El Castellons Grosses és una muntanya de 454 metres que es troba al municipi de Foradada, a la comarca catalana de la Noguera.